# Красногорка (Свердловская область)
Красногорка — деревня в Талицком городском округе Свердловской области. Входит в состав Вихляевского сельсовета.

## География
Деревня находится в юго-восточной части области, на расстоянии 39 километров к юго-юго-востоку (SSE) от города Талица, на берегах реки Бутка (правый приток реки Беляковка).
Абсолютная высота — 104 метра над уровнем моря.

## Население
| 2002 | 2010 | 2021 |
| ---- | ---- | ---- |
| 145  | ↘123 | ↘63  |

Согласно результатам переписи 2002 года, в национальной структуре населения русские составляли 99 % из 145 чел.

## Улицы
Уличная сеть деревни состоит из 2 улиц (ул. Заречная и ул. Центральная).